# Iros
Pour les articles homonymes, voir Irus.

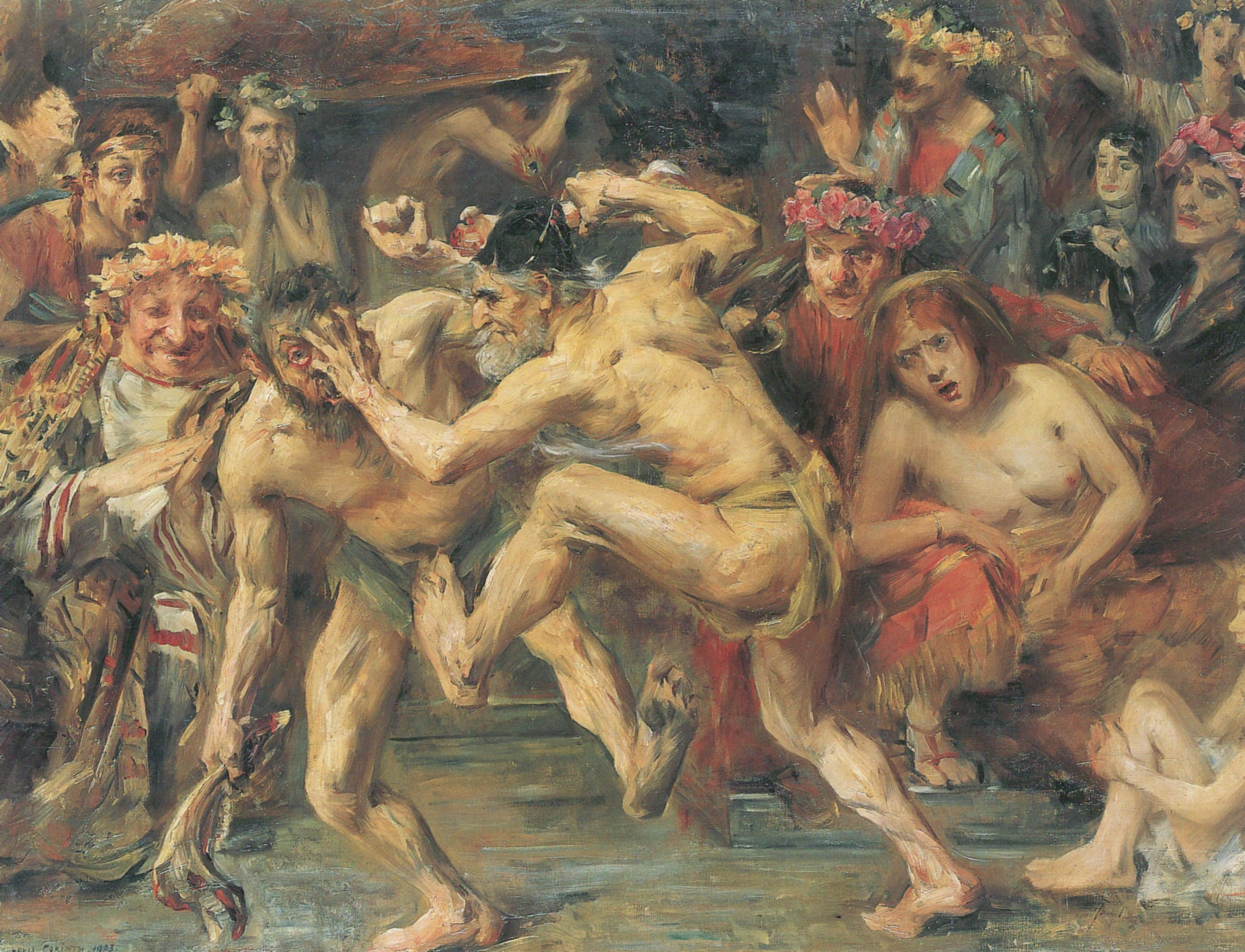
Ulysse combattant le mendiant, huile sur toile de Lovis Corinth, 1903.

Dans la mythologie grecque, Iros ou Irus (en grec ancien : Ἶρος / Îros), de son vrai nom Arnée (en grec ancien : Ἀρναῖος / Arnaîos), est un mendiant d'Ithaque. Il apparait dans l’Odyssée, où il affronte Ulysse devant les Prétendants de Pénélope.

## Mythe
Son véritable nom était Arnée, mais les jeunes l'appelaient Iros, parce qu'il portait leurs messages (du grec ancien εἰπεῖν / eipeîn, « parler »).
Il apparait dans l’Odyssée : comme il insultait Ulysse, et voulait, sans le connaître, lui défendre l'entrée du palais, le héros l'assomma d'un coup de poing.

## Postérité
L'astéroïde (13387) Iros a été nommé d'après lui.

### Sources antiques
1. ↑  Homère, Odyssée [détail des éditions] [lire en ligne], chant XVIII, 1-116.